# Daniel Paraschiv
Daniel George Paraschiv (Brașov, 24 aprile 1999) è un calciatore rumeno, attaccante della Leonesa in prestito dal Real Oviedo.

## Carriera

### Club
Cresciuto nel settore giovanile del Brașov, ha iniziato la sua carriera nelle serie minori del calcio rumeno. Nel 2021 è stato acquistato dal CFR Cluj, che lo ha girato subito in prestito al Voluntari, con cui ha esordito in Liga I il 19 luglio 2021, disputando l'incontro perso per 3-2 in casa della Dinamo Bucarest. Nel gennaio del 2022 è passato in prestito all'Hermannstadt, che al termine della stagione lo ha acquistato a titolo definitivo.

### Nazionale
Il 20 novembre 2022 ha esordito con la nazionale rumena, disputando l'amichevole vinta 5-0 contro la Moldavia, partita nella quale ha realizzato anche una rete.

## Statistiche

### Presenze e reti nei club
Statistiche aggiornate al 21 dicembre 2022.
| Stagione                  | Squadra                   | Campionato                | Campionato | Campionato | Coppe nazionali | Coppe nazionali | Coppe nazionali | Coppe continentali | Coppe continentali | Coppe continentali | Altre coppe | Altre coppe | Altre coppe | Totale | Totale |
| Stagione                  | Squadra                   | Comp                      | Pres       | Reti       | Comp            | Pres            | Reti            | Comp               | Pres               | Reti               | Comp        | Pres        | Reti        | Pres   | Reti   |
| ------------------------- | ------------------------- | ------------------------- | ---------- | ---------- | --------------- | --------------- | --------------- | ------------------ | ------------------ | ------------------ | ----------- | ----------- | ----------- | ------ | ------ |
| 2018-2019                 | Luceafărul Oradea         | L2                        | 33         | 14         | CR              | 1               | 0               |                    | -                  | -                  |             | -           | -           | 34     | 14     |
| 2019-gen. 2020            | Luceafărul Oradea         | L3                        | ?          | ?          | CR              | 0               | 0               |                    | -                  | -                  |             | -           | -           | ?      | ?      |
| Totale Luceafărul Oradea  | Totale Luceafărul Oradea  | Totale Luceafărul Oradea  | 33+        | 14+        |                 | 1               | 0               |                    | -                  | -                  |             | -           | -           | 34+    | 14+    |
| gen.-giu. 2020            | Viitorul Târgu Jiu        | L2                        | 2          | 1          | CR              | 5               | 4               |                    | -                  | -                  |             | -           | -           | 7      | 5      |
| 2020-2021                 | Viitorul Târgu Jiu        | L2                        | 24         | 9          | CR              | 0               | 0               |                    | -                  | -                  |             | -           | -           | 24     | 9      |
| Totale Viitorul Târgu Jiu | Totale Viitorul Târgu Jiu | Totale Viitorul Târgu Jiu | 26         | 10         |                 | 5               | 4               |                    | -                  | -                  |             | -           | -           | 31     | 14     |
| 2021-gen. 2022            | Voluntari                 | L1                        | 10         | 0          | CR              | 2               | 1               |                    | -                  | -                  |             | -           | -           | 12     | 1      |
| gen.-giu. 2022            | Hermannstadt              | L2                        | 13         | 6          | CR              | -               | -               |                    | -                  | -                  |             | -           | -           | 13     | 6      |
| 2022-2023                 | Hermannstadt              | L1                        | 21         | 9          | CR              | 1               | 0               |                    | -                  | -                  |             | -           | -           | 22     | 9      |
| Totale Hermannstadt       | Totale Hermannstadt       | Totale Hermannstadt       | 34         | 15         |                 | 1               | 0               |                    | -                  | -                  |             | -           | -           | 35     | 15     |
| Totale carriera           | Totale carriera           | Totale carriera           | 103+       | 39+        |                 | 9               | 5               |                    | -                  | -                  |             | -           | -           | 109+   | 44+    |

### Cronologia presenze e reti in nazionale
| Cronologia completa delle presenze e delle reti in nazionale ― Romania | Cronologia completa delle presenze e delle reti in nazionale ― Romania | Cronologia completa delle presenze e delle reti in nazionale ― Romania | Cronologia completa delle presenze e delle reti in nazionale ― Romania | Cronologia completa delle presenze e delle reti in nazionale ― Romania | Cronologia completa delle presenze e delle reti in nazionale ― Romania | Cronologia completa delle presenze e delle reti in nazionale ― Romania | Cronologia completa delle presenze e delle reti in nazionale ― Romania |
| Data                                                                   | Città                                                                  | In casa                                                                | Risultato                                                              | Ospiti                                                                 | Competizione                                                           | Reti                                                                   | Note                                                                   |
| ---------------------------------------------------------------------- | ---------------------------------------------------------------------- | ---------------------------------------------------------------------- | ---------------------------------------------------------------------- | ---------------------------------------------------------------------- | ---------------------------------------------------------------------- | ---------------------------------------------------------------------- | ---------------------------------------------------------------------- |
| 20-11-2022                                                             | Chișinău                                                               | Moldavia                                                               | 0 – 5                                                                  | Romania                                                                | Amichevole                                                             | 1                                                                      | 70’                                                                    |
| Totale                                                                 |                                                                        | Presenze                                                               | 1                                                                      |                                                                        | Reti                                                                   | 1                                                                      |                                                                        |